# Донатор (филм)
„Донатор“ је југословенски филм из 1989. године. Филм је снимљен по мотивима из живота контроверзног колекционара Ериха Шломовића који је током Другог светског рата страдао у логору, чија је колекција уметничких дела након његове смрти била предмет судског спора. Режирао га је Вељко Булајић, а сценарио је написао Иво Брешан.

## Радња
Немачки историчар уметности, мајор Зигфрид Хандке године 1942, добија од Гестапоа задатак да пронађе вредну збирку уметничких дела француског колекционара Воларда, којој се изгубио сваки траг. Хандке сазнаје да је део збирке наследио млади београдски Жидов Ерих Шломовић.
Сматрало се да је Ерих после Волардове смрти напустио Француску с намером да у домовини оснује Музеј уметности Истока и Запада. Хандке се успева приближити Шломовићевој пријатељици Хуани те дознаје да се колекционар с мајком Розом склонио у село у Баћину. После неколико година, Немачка је пред сломом, а Хандке још не зна што се догодило ни са Шломовићем нити с његовом збирком.

## Улоге
| Глумац                | Улога                                                     |
| --------------------- | --------------------------------------------------------- |
| Љубомир Тодоровић     | Ерих Шломовић                                             |
| Петер Карстен         | Зигфрид Хандке, мајор                                     |
| Уршка Хлебец          | Хуана Мартинез                                            |
| Шарл Мило             | Франсоа Ивет                                              |
| Ана Карић             | Роза Шломовић, мајка                                      |
| Тонко Лонза           | Амброа Волар, галериста                                   |
| Миодраг Радовановић   | Управник Народног музеја у Београду                       |
| Звонко Лепетић        | Јохан Шулц                                                |
| Бранислав Петровић    | Петропулос (као Бане Петровић )                           |
| Дубравка Гал          | Мари Ивет, Франсоина супруга (као Дубравка Гал-Орешчанин) |
| Деметер Битенц        | Пуковник Лајбниц                                          |
| Петар Бунтић          | Немачки војник                                            |
| Јовица Деновић        |                                                           |
| Слободан Димитријевић | Капетан Кох                                               |
| Маријан Хабазин       | Возач (као Дадо Хабазин)                                  |

Остале улоге  ▼
| Глумац             | Улога                        |
| ------------------ | ---------------------------- |
| Вјенцеслав Капурал | Пјер Бонар                   |
| Далибор Колар      |                              |
| Иво Криштоф        |                              |
| Ива Марјановић     | Спасићева жена               |
| Јадранка Матковић  | Рецепционерка хотела „Идеал” |
| Кристијан Муцк     | Оберштурмбанфирер Херцер     |
| Ивица Пајер        | Душан Спасић                 |
| Едо Перочевић      | Сељак с коњем                |
| Олга Пивац         | Сусједа у хотелу             |
| Иван Рупник        |                              |
| Марчела Томић      |                              |
| Еуген Вербер       | Бернхард Шломовић, отац      |
| Бранко Завршан     |                              |
| Владимир Облешчук  | Никола Рајић                 |
| Жељко Кенигскнехт  | Официр на мосту              |

## Награде
- Пула 89' - Златна арена за музику; Специјална златна арена за тон - постхумно - Младену Пребилу.[3]